# Apogon maculatus
 Apogon maculatus és una espècie de peix de la família dels apogònids i de l'ordre dels perciformes.

## Morfologia
Els mascles poden assolir els 11,1 cm de longitud total.

## Distribució geogràfica
Es troba a l'Atlàntic occidental: des del Canadà fins a Massachusetts (Estats Units), Bermuda i les Bahames, i des del Golf de Mèxic fins al Brasil.